# Виктор Ни
Виктор Ни је Амерички социолог познат по своме раду у економској социологији. Он је Франк и Роза Роудс професор, и директор Центра за економију и друштво на Универзитету Корнел. Ни је добио Џон Симон Гугенхајм стипендију 2007. године, и био је члан фондације Расел Сејџ у Њујорку (1994-1995) и Центра за напредна учења у наукама о понашању (1996-1997). Одликован је докторатом из економије Универзитета у Лунгу, у Шведској 2013. године.

## Каријера
Ни је студирао биологију на Универзитету Калифорније у Лос Анђелесу, и историју на Универзитету Калифорније у Санта Крузу где је и дипломирао 1967. године. Кренуо је на пост-дипломске студије те године на Универзитет Харвард и био је суоснивач Комитета забринутих азијских научника - групе студената који су били против америчких напада на Вијетнам.
Као дипломирани студент, написао је са својом женом Бретом Бери:Longtime Californ': A Documentary Study of an American Chinatown. Он је отишао са постдипломских студија 1972. године да би радио као писац у Сан Франциску и Токију. Отпутовао је у Кину 1974. године да би научио кинески на Пекиншком универзитету.
Године 1975. вратио се на Харвард како би завршио своју дисертацију из социологије, коју је добио 1977. године
Ни је био асистент и ванредни професор социологије на Универзитету Калифорније у Санта Барбари од 1977. до 1985. године. Постао је редовни професор на Одсеку за социологију на Универзитету Корнел и имао је одликовање Голдвин Смит Професор од 1991. до 2001. године

## Рад
Нијева истраживања се фокусирају на студијама економске социологије, новог институционализма и имиграције.Једно од његових главних достигнућа у економској социологији је био био његов приступ мрежама-и-институцијама. Овај његов приступ је заснован на емпиријски богатим студијама случаја која испитивају како социјалне норме и социјалне мреже служе као неформални институциони елементи која омогућавају и мотивишу сарадњу у фирмама и на тржишту. Његов рад нам помађе да разумемо како се неформални и формални институциони елементи се спајају да по обликовали економски учинак
Ни је доппринео утицајним теоријама објашњавајући различите макро-друштвене појаве. Он је развио теорију о транзицији на тржишту, која је направила програм широког истраживања и дебату о проучавању односа између тржишне транзиције и стратификационим ефектима.
Његова нова књига Капитализам из корена: Тржиште и институционална промена у Кини коју је написао са Соњом Купер, објашњава развитак кинеског капитализма. Књига испитује појаву нових организованих институционалних форми, објашњавајући како норме и везе промовишу економски учинак у одстуству добрих владиних полиса у формалних институција. Вишегодишње истраживање је документовано на 
У његовој књизи Преправљање америчког мејнстрима, коју је написао са Рихардом Албом, он пореди касне европске и нове емиграције из Латинске Америке и Азије у Америку и показује значај асимилације у америчком друштву.

## Изабрани чланци и поглавља
“On Politicized Capitalism” (with Sonja Opper) in On Capitalism, edited by Victor Nee and Richard Swedberg. Stanford: Stanford University Press, 2007.
“The New Institutionalism in Economics and Sociology.” In The Handbook of Economic Sociology (2nd ed.) edited by Neil Smelser and Richard Swedberg. Princeton: Princeton University Press, 2005.
"Path Dependent Societal Transformation: Stratification in Mixed Economies" (with Yang Cao). Theory and Society 28 (1999): 799-834.
"Norms and Networks in Economic and Organizational Performance." American Economic Review Vol. 87 (1998), No. 4. стр. 85–89.
"Embeddedness and Beyond: Institutions, Exchange and Social Structure" (with Paul Ingram). In The New Institutionalism in Sociology, edited by Mary Brinton and Victor Nee. New York: Russell Sage Foundation, 1998.
"Rethinking Assimilation Theory for a New Era of Immigration" (with Richard Alba). International Migration Review (1997): 826-974.
"Immigrant Self-Employment: The Family as Social Capital and the Value of Human Capital" (with Jimy Sanders). American Sociological Review 60 (1996):231-250.
"The Emergence of a Market Society: Changing Mechanisms of Stratification in China." American Journal of Sociology 100 (1996): 908-949.
"Job Transitions in an Immigrant Metropolis: Ethnic Boundaries and Mixed Economy" (with Jimy M. Sanders and Scott Sernau). American Sociological Review 59 (1994): 849-872.
"Organizational Dynamics of Market Transition: Hybrid Forms, Property Rights, and Mixed Economy in China." American Sociological Review 56 (1991): 267-282.
"Social Inequalities in Reforming State Socialism: Between Redistribution and Markets in China." American Sociological Review 56 (1991): 267-282.
"A Theory of Market Transition: From Redistribution to Markets in State Socialism." American Sociological Review 54 (1989): 663-681.

## Књиге
- with Sonja Opper, Capitalism from Below: Markets and Institutional Change in China (Cambridge, MA: Harvard University Press, 2012)
- On Capitalism, Co-editor and contributor with Richard Swedberg (Stanford: Stanford University Press, 2007)
- The Economic Sociology of Capitalism. Co-editor and contributor with Richard Swedberg (Princeton: Princeton University Press, 2005).
- Remaking the American Mainstream: Assimilation and the New Immigration (Cambridge, MA: Harvard University Press, 2003).
- The New Institutionalism in Sociology, coeditor and contributor with Mary Brinton (New York: Russell Sage Foundation, 1998).
- with Brett de Bary Nee, Longtime Californ': A Documentary Study of an American Chinatown (New York,: Pantheon Books, 1973).
- The Cultural Revolution at Peking University (New York: [Monthly Review Press, 1969).